# وداد (فلم)
وداد، فيلم مصري من إنتاج عام 1936، هو أول أفلام أم كلثوم. وأخرجه مخرج ألماني هو فريتز كرامب.وكان أول فيلم مصري يُعرض في مهرجان سينمائي دولي، في مهرجان البندقية السينمائي بإيطاليا، عام 1936. أدى نجاح الفيلم إلى تحويل ستوديو مصر إلى الاستوديو الأول في مصر. وقد سُمي فريق كرة القدم الوداد البيضاوي المغربي على اسم هذا الفيلم.

## قصة الفيلم
في عصر المماليك تترعرع علاقة حب بين الشاب التاجر «باهر» (أحمد علام) وجاريته «وداد» (أم كلثوم) التي تتمتع بصوت ملائكي. ويعيش أيضًا في قصره الرائع خادمه «منصور» (مختار عثمان) وجاريته السمراء «شهد» (ناجية ابراهيم - كوكا). وبينما يتناجى الحبيبان «باهر» و«وداد» يسطو قطاع الطريق على قافلة باهر التجارية ويستولون على بضاعته التي تمثل رأس ماله جميعًا. يخسر باهر تجارته ويشكو سوء الدهر وتبدأ مطالبته بالديون التي يستمهل أصحابها ويضطر لبيع كل ما يملك ولا يستطيع سداد دينه. ولذلك عرض «باهر» الأمر على الشيخ «بدار» (أحمد البدوي)، صديق والده، الذي عرض شراء متجره منه بدلاً من تركه في يد غريب في انتظار عودة الثروة. وهكذا استطاع «باهر» أن يدفع كل ما يدين به وأصبح يعيش في منزل صغير. وحثه «منصور» على استئناف نشاطه التجاري حتى يستعيد مكانته، والتقى «باهر» بأحد التجار الشاميين (ألفريد حداد) الذي عرض عليه أن يزوده ببضائع مقابل تأمين كبير، وبما أنه لم يحصل على هذا المبلغ، أصرت «وداد» على أن يبيعها في سوق الجوارى فهى ذات صوت جميل وربما تأتى له بثمن باهظ يسدد به دينه لكنه يرفض فكرة بيع محبوبته، تلح «وداد» في طلبها هذا حيث التضحية بنفسها وقلبها فداء للمحبوب السيد، أخيرًا يوافق «باهر» على مضض ويبيعها ليبدأ حياته التجارية من جديد. تغنى وداد اللوعة والأسى لفراق حبيبها وسيدها وتحزن عليه حزنًا شديدًا. تم بيعها للشيخ «رضوان» (منسي فهمي) الذي أخذها معه إلى بلدته حيث مرض، فبقيت «وداد» إلى جانبه ترعاه وتغني له. وحاول «سعيد» (فتوح نشاطي) ابن أخي الشيخ إغواءها عدة مرات لكنها رفضت. وبفضل خدمات «وداد» للشيخ «رضوان» منحها شهادة الحرية قبل أن يموت. فعادت «وداد» لتجد حبيبها «باهر»، الذي استعاد متجره في هذه الأثناء، ووجد قصره القديم مرة أخرى، وأصبح أحد أغنى التجار في المدينة. فوجدها «باهر» الآن حرة فتزوجها ليعيش معها في هناء وسعادة.

## الممثلون
- أم كلثوم : الجارية «وداد»
- أحمد علام : الشاب التاجر «باهر»
- مختار عثمان : الخادم «منصور»
- كوكا : الجارية السمراء «شهد»
- منسي فهمي : الشيخ «رضوان»
- فتوح نشاطي : «سعيد» ابن أخي الشيخ «رضوان»

«وداد» بجانب الشيخ «رضوان»

- محمود المليجي : الرسول
- يحيى نجاتي : مشتري الرقيق
- فؤاد فهيم  : الحمّامي
- إبراهيم الجزار : الشحاذ
- حسن البارودي - يزدي
- إبراهيم عمارة : شيخ الكتاب

## أغاني الفيلم
| الأغنية                        | المؤلف       | الملحن        |
| ------------------------------ | ------------ | ------------- |
| أيها الرائح المجد              | الشريف الرضي | زكريا أحمد    |
| يا بشير الأنس                  | أحمد رامي    | زكريا أحمد    |
| يا ليل نجومك شهود              | أحمد رامي    | زكريا أحمد    |
| حيّوا الربيع                    | أحمد رامي    | رياض السنباطي |
| على بلد المحبوب (عبده السروجي) | أحمد رامي    | رياض السنباطي |
| ليه يا زمان كان هوايا          | أحمد رامي    | محمد القصبجي  |
| يا اللي ودادي صفالك            | أحمد رامي    | محمد القصبجي  |
| يا طير يا عايش أسير            | أحمد رامي    | محمد القصبجي  |

## روابط خارجية
- مقالات تستعمل روابط فنية بلا صلة مع ويكي بيانات